# Sisu Auto
Sisu Auto je finský výrobce nákladních automobilů se sídlem ve městě Raseborg v provincii Uusimaa. Byl založen roku 1931 pod názvem Oy Suomen Autoteollisuus Ab. Název Sisu byl vybrán roku 1932 ze 3 návrhů: Sisu (finsky síla, vytrvalost, výdrž, neústupnost), Karhu (medvěd) a Haukka (jestřáb).
Pobočka Sisu Defence se věnuje vývoji vozidel pro vojenské využití.
Automobily Sisu se využívají zejména ve Skandinávii a v Rusku, kde mají výbornou pověst díky svým jízdním vlastnostem a životnosti v nepříznivých klimatických podmínkách.

Vozy Sisu se účastní závodů tahačů.

## Galerie

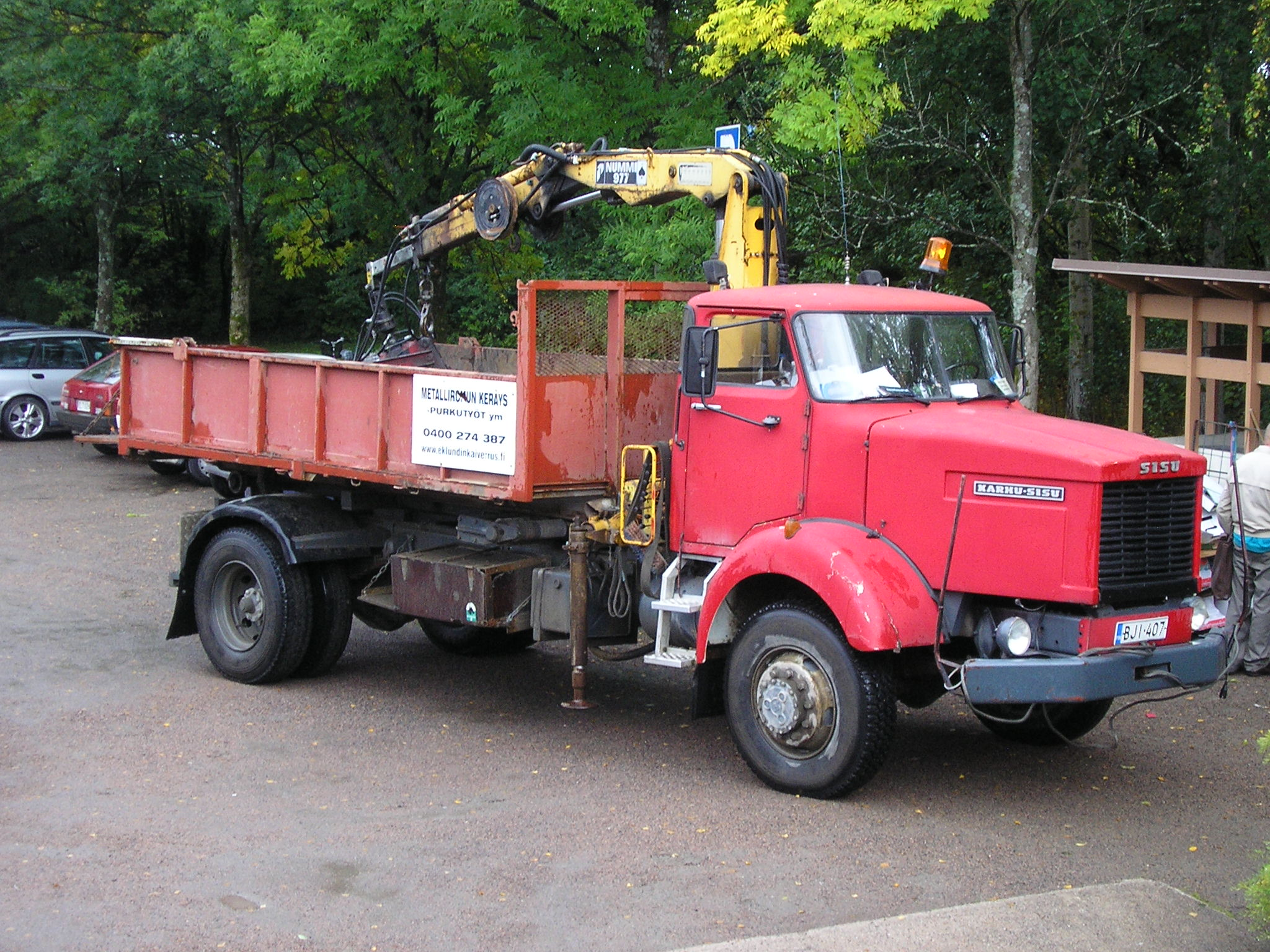
Karhu-Sisu
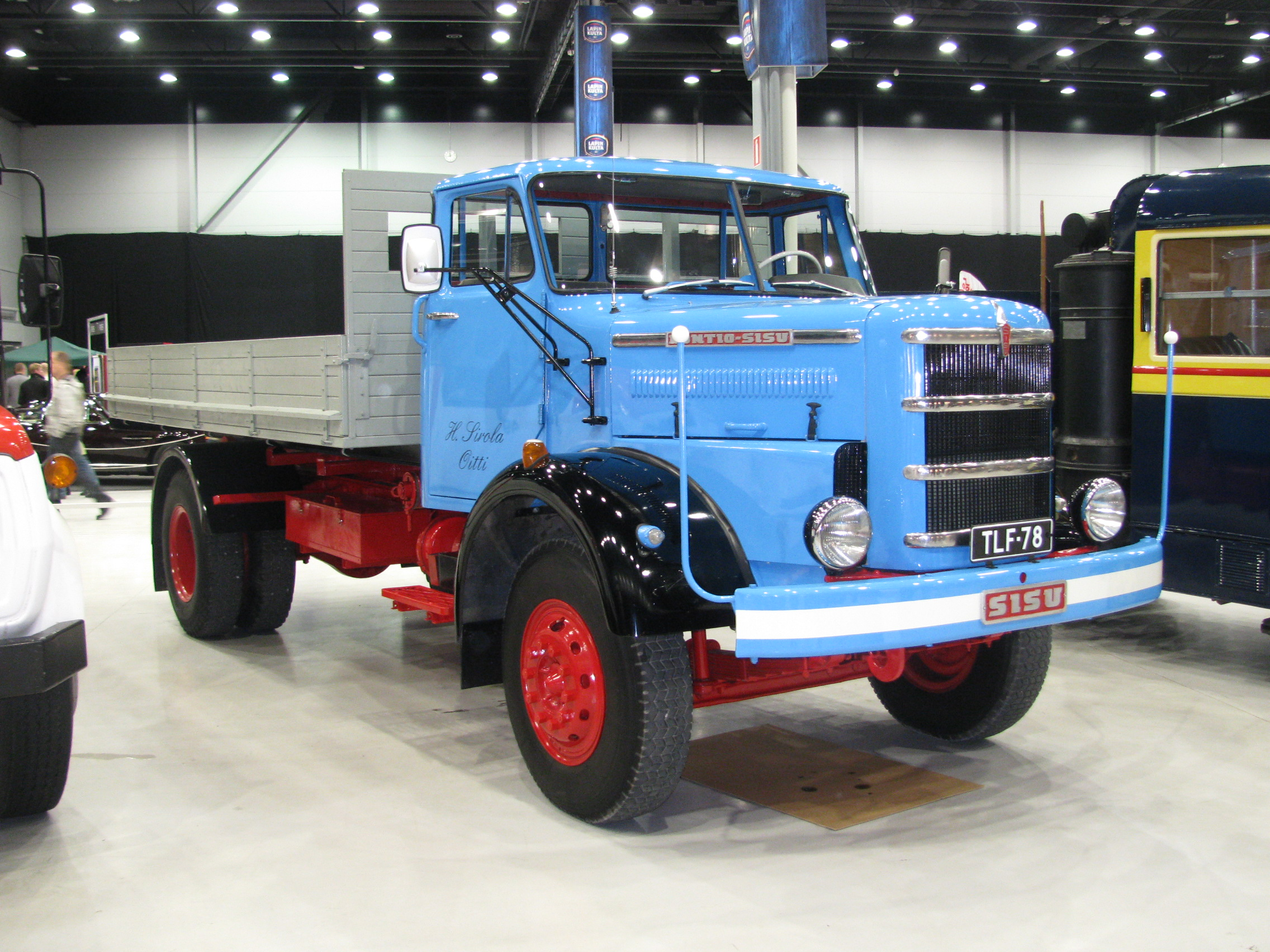
Kontio-Sisu
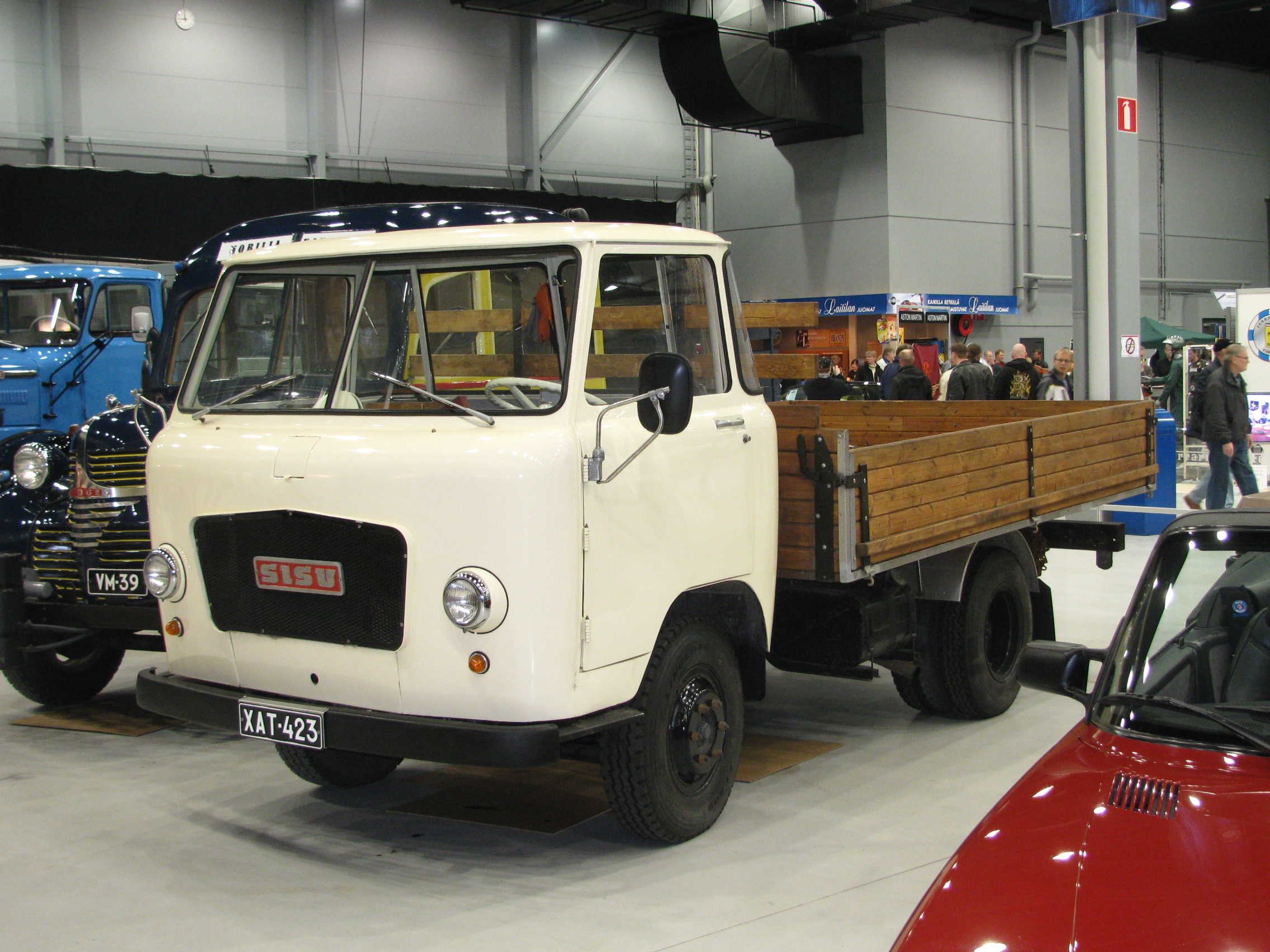
Nalle-Sisu
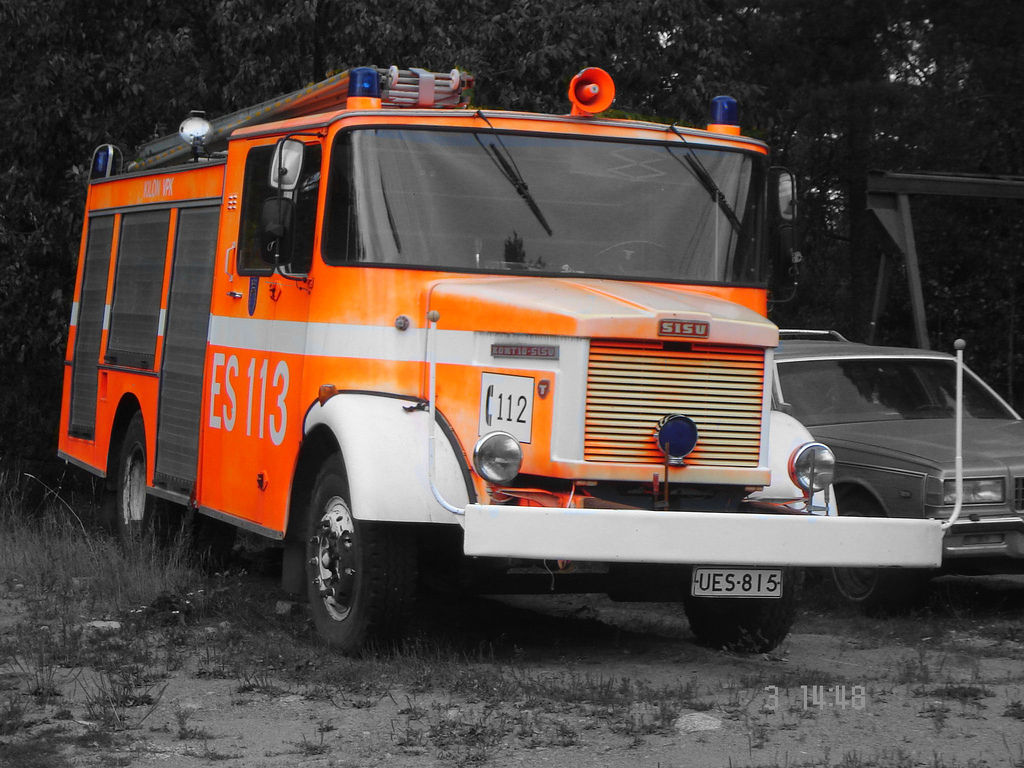
Hasičský vůz Kontio-Sisu
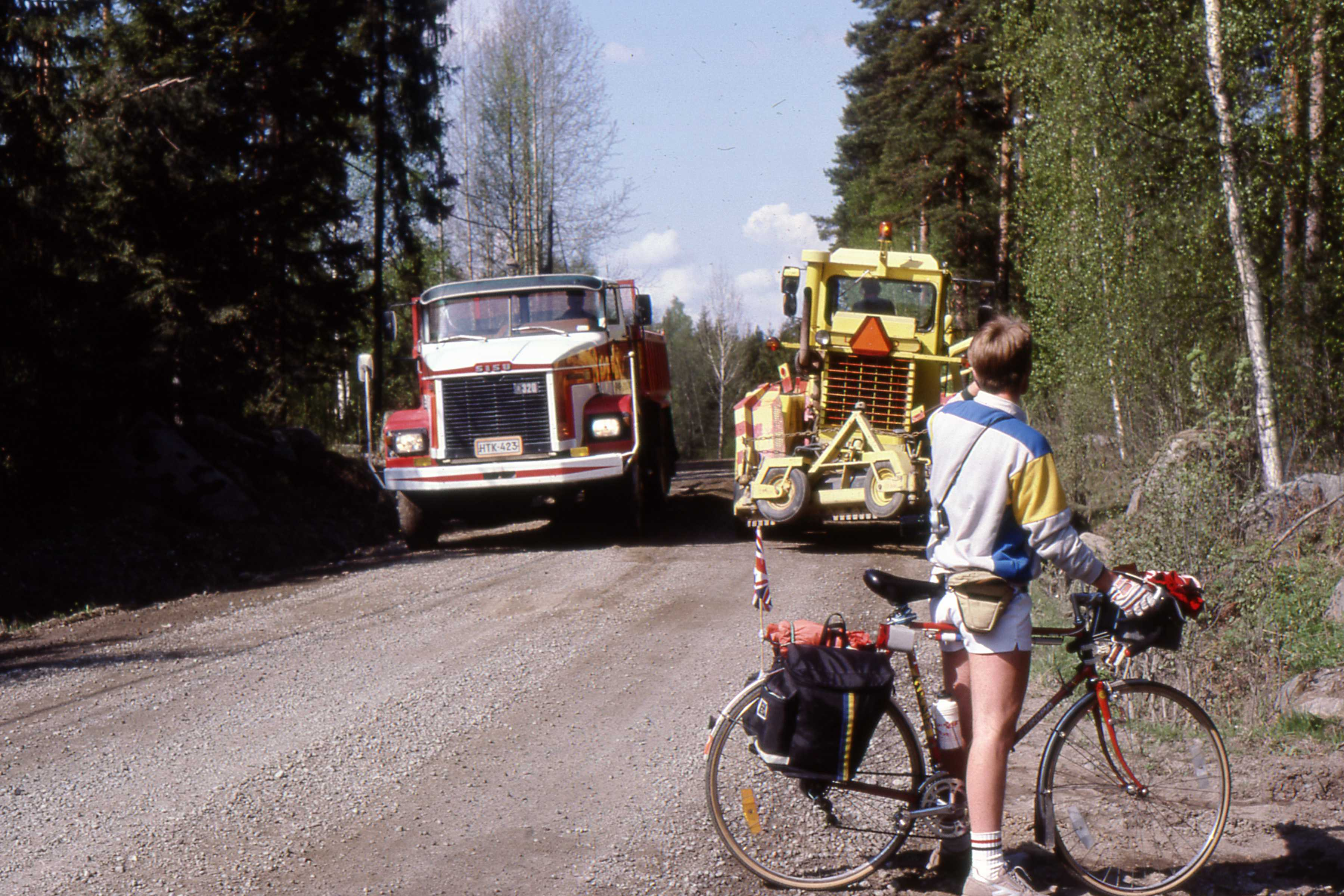
Jyry-Sisu
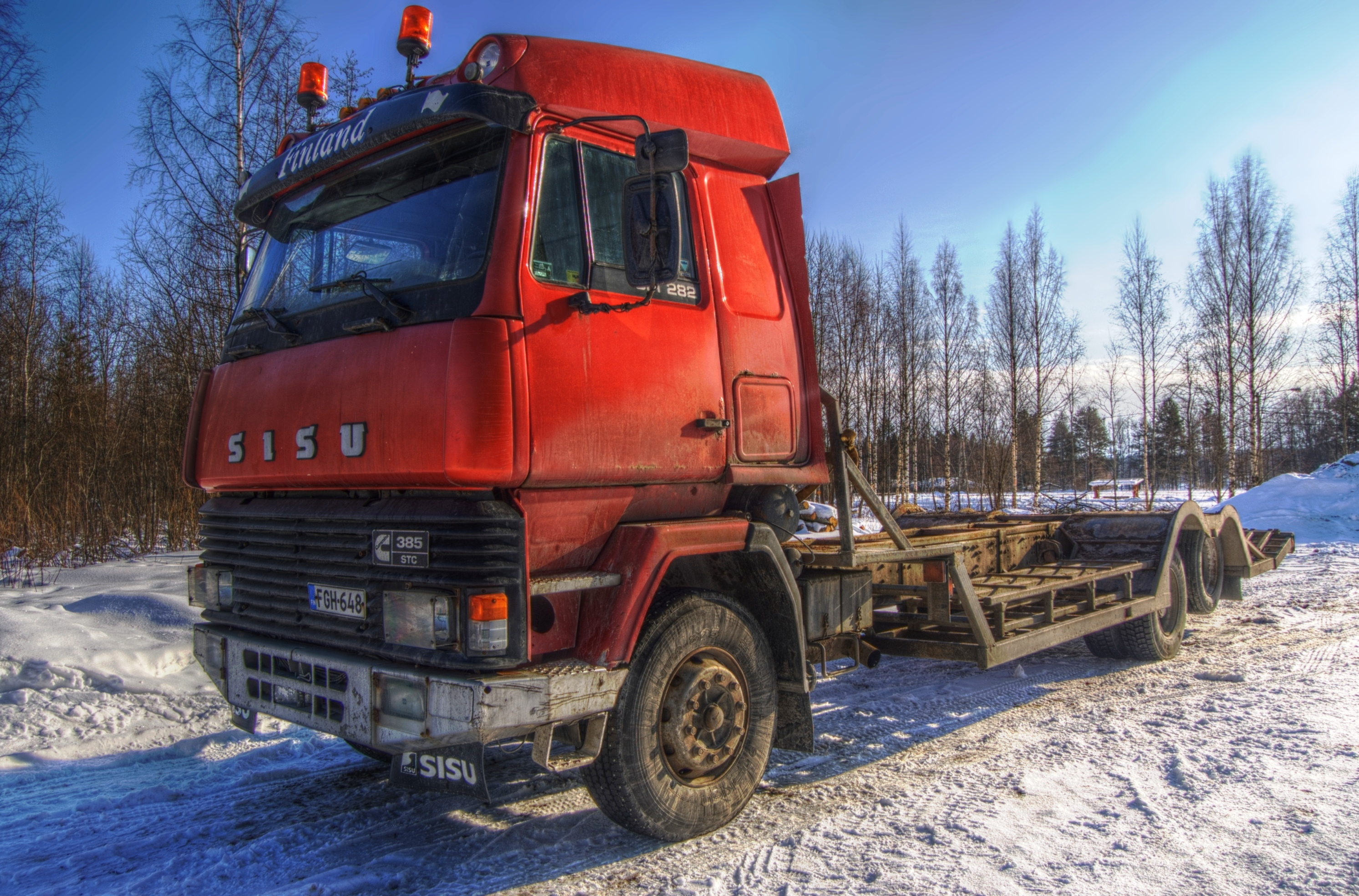
Sisu s motorem Cummins
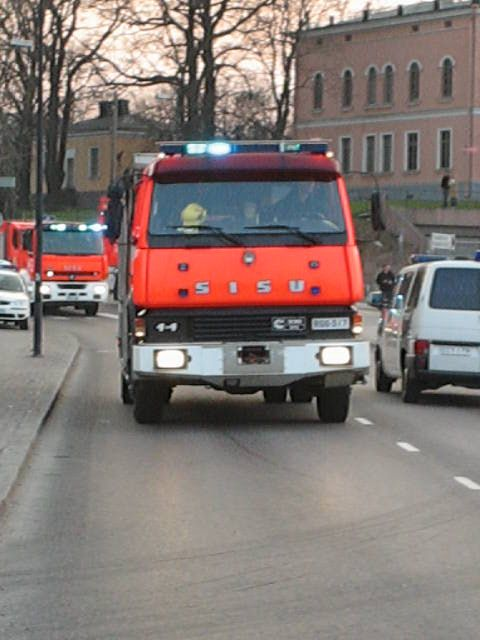
Hasičský vůz Sisu
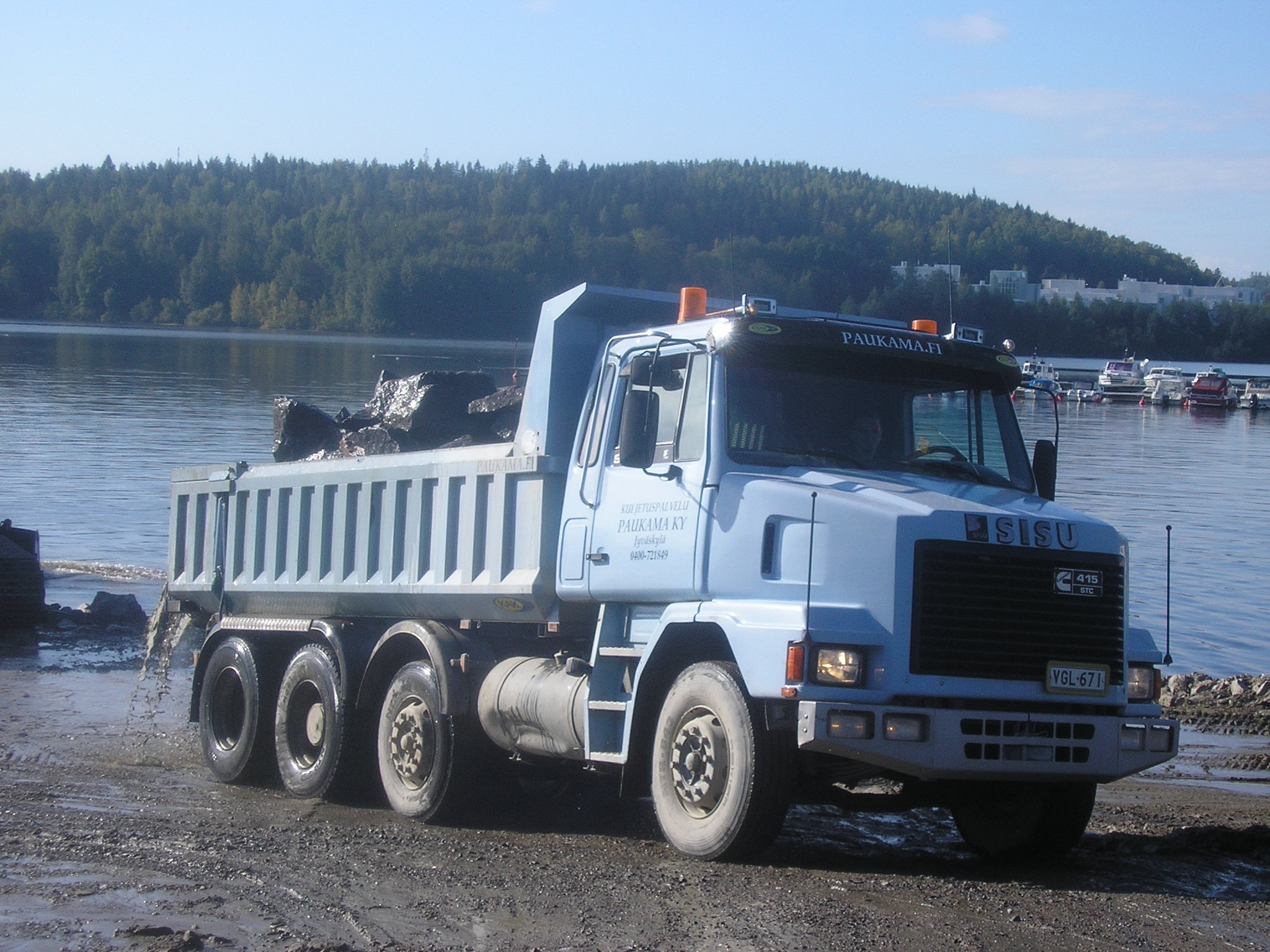
Sisu Kipper
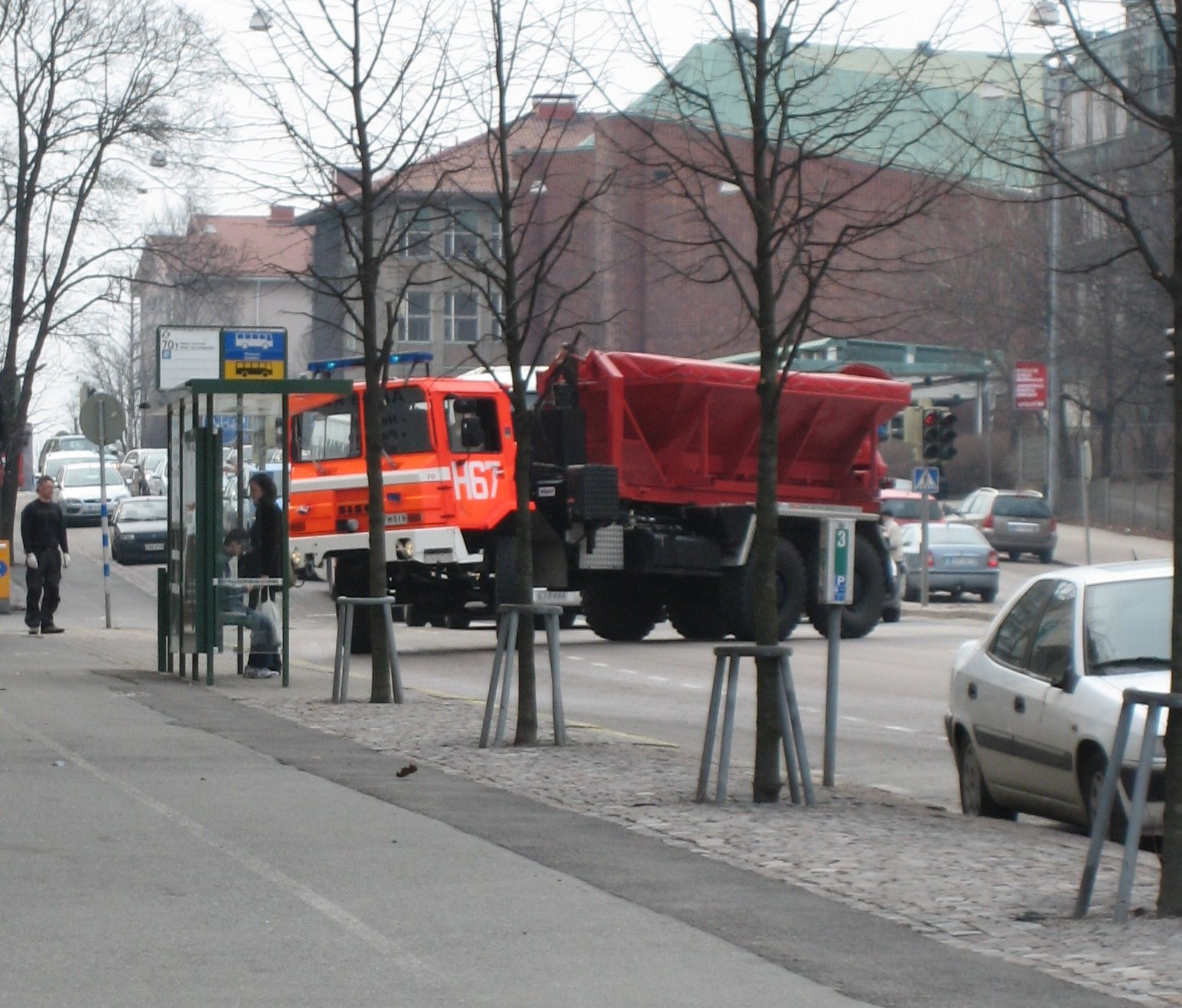
Hasičský vůz Sisu
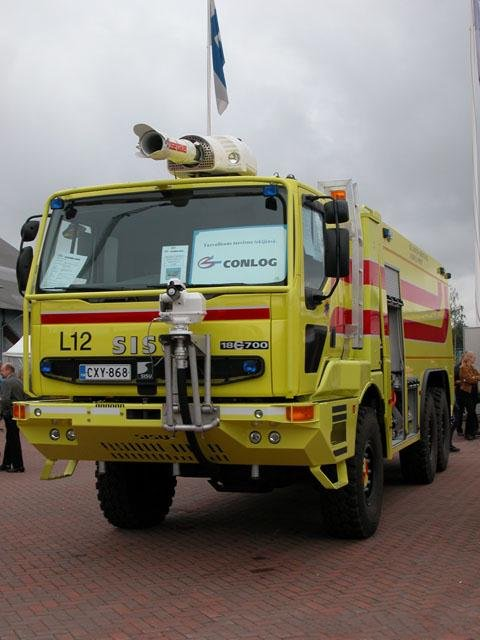
Letištní hasičský vůz Sisu
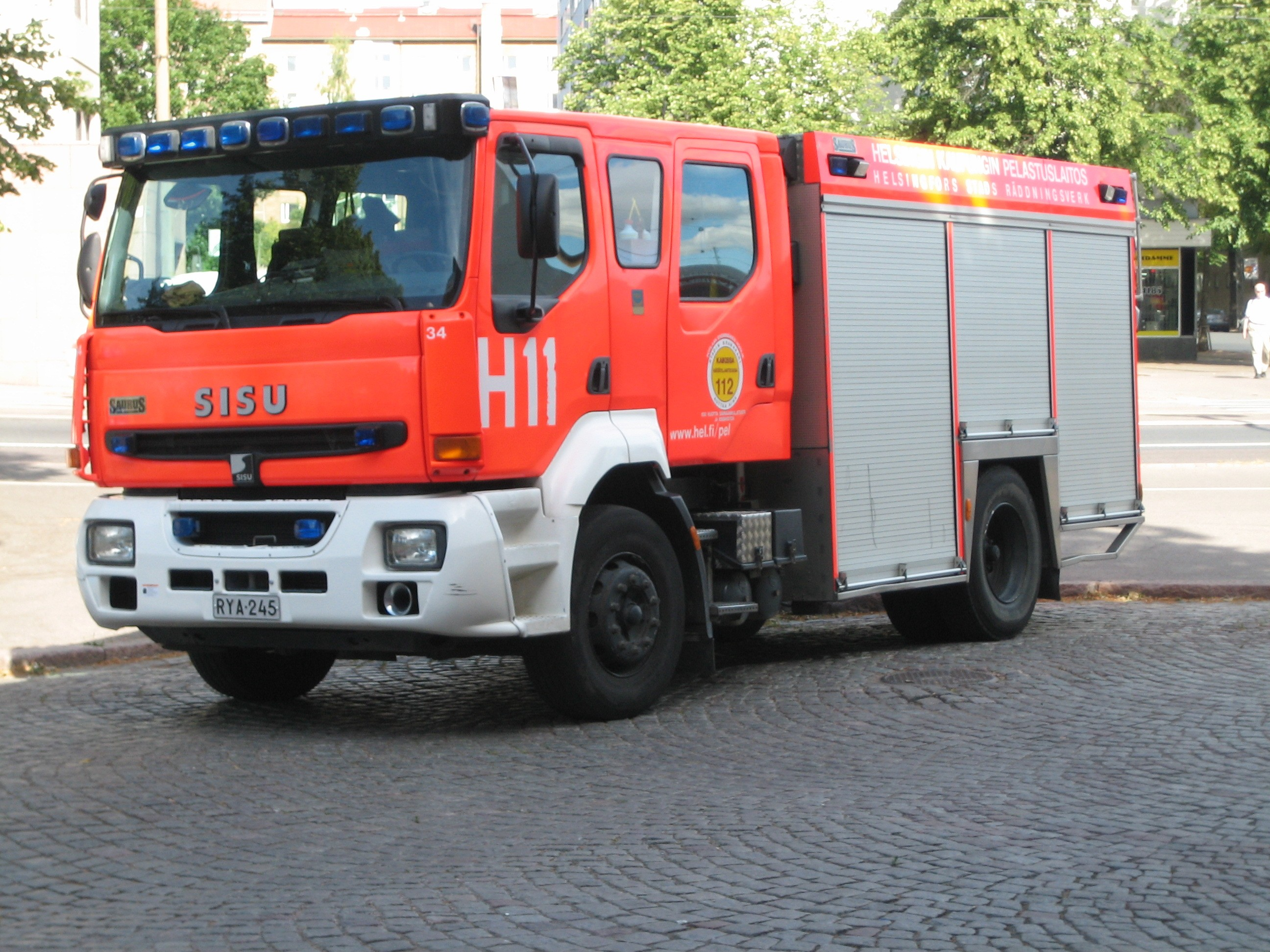
Hasičský vůz Sisu
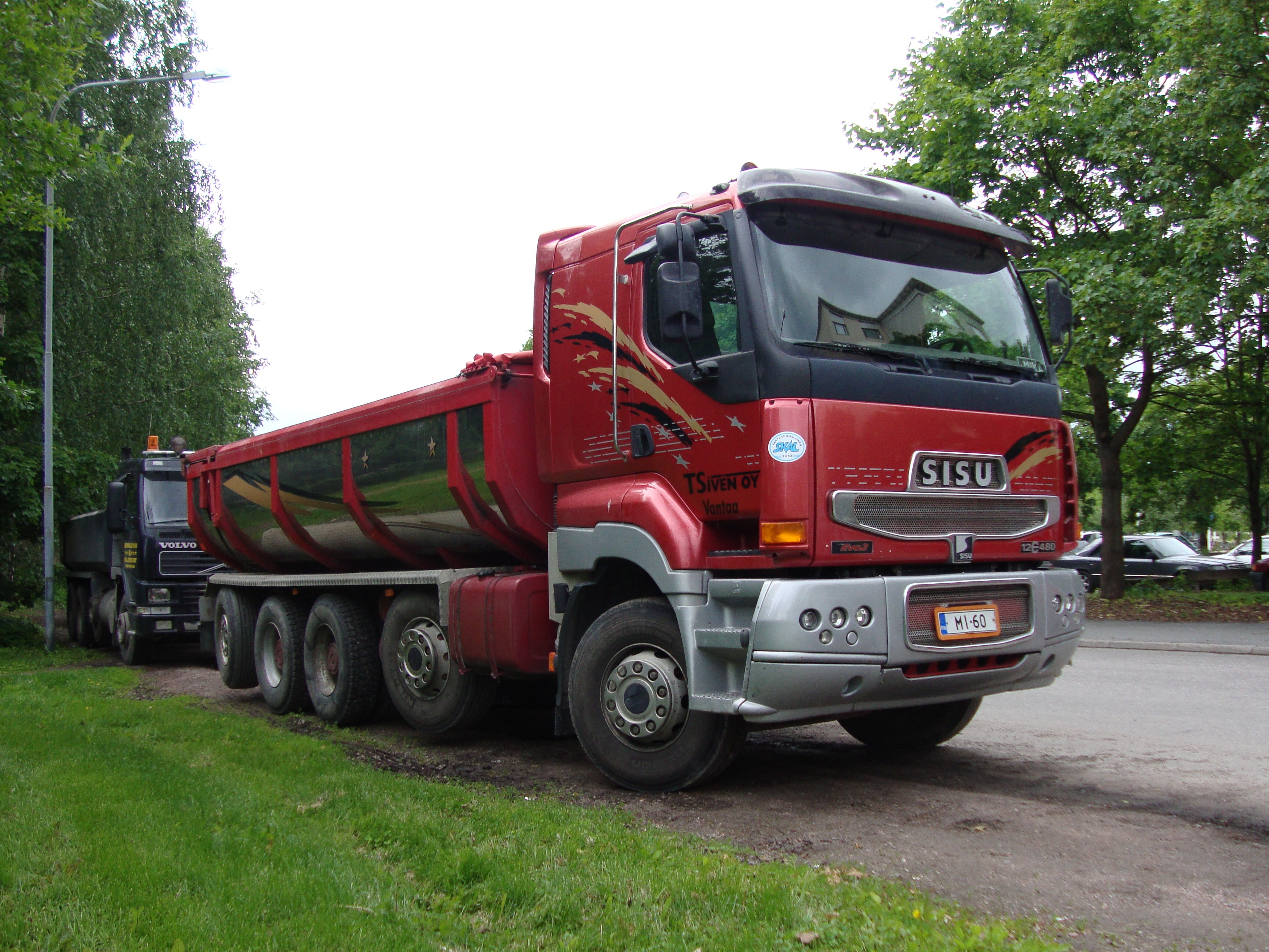
Sisu Kipper
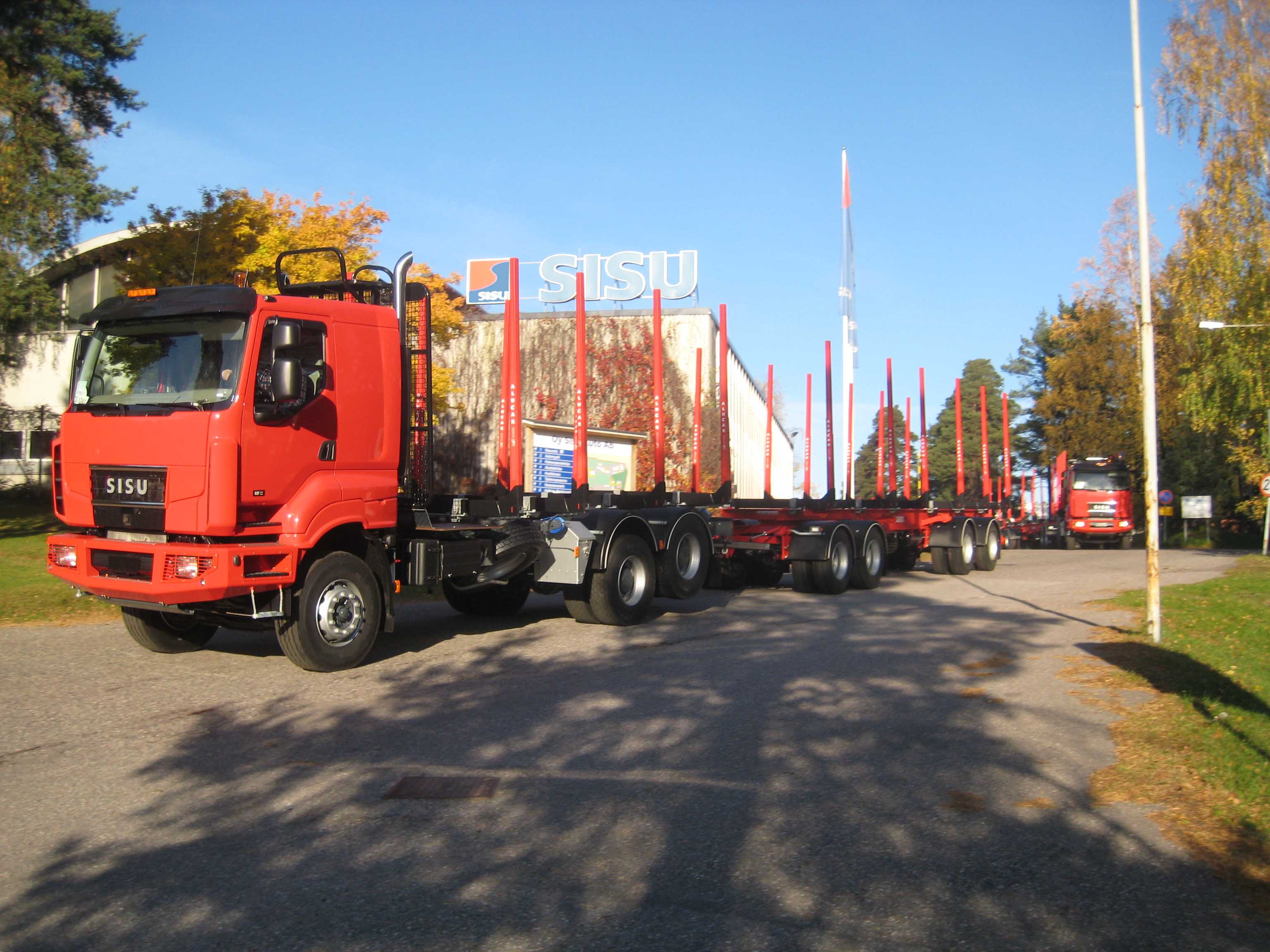
Sisu Timber
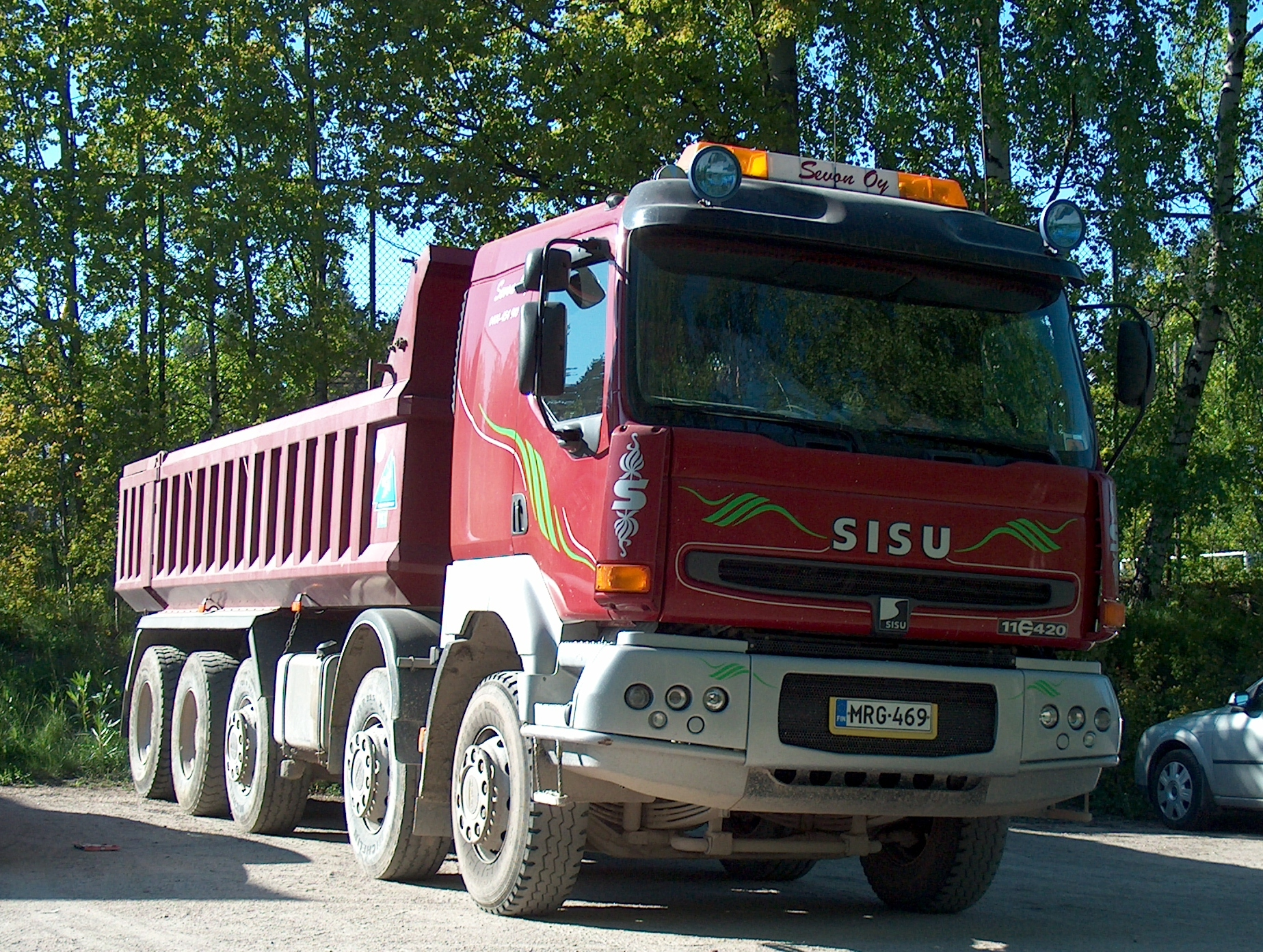
Sisu
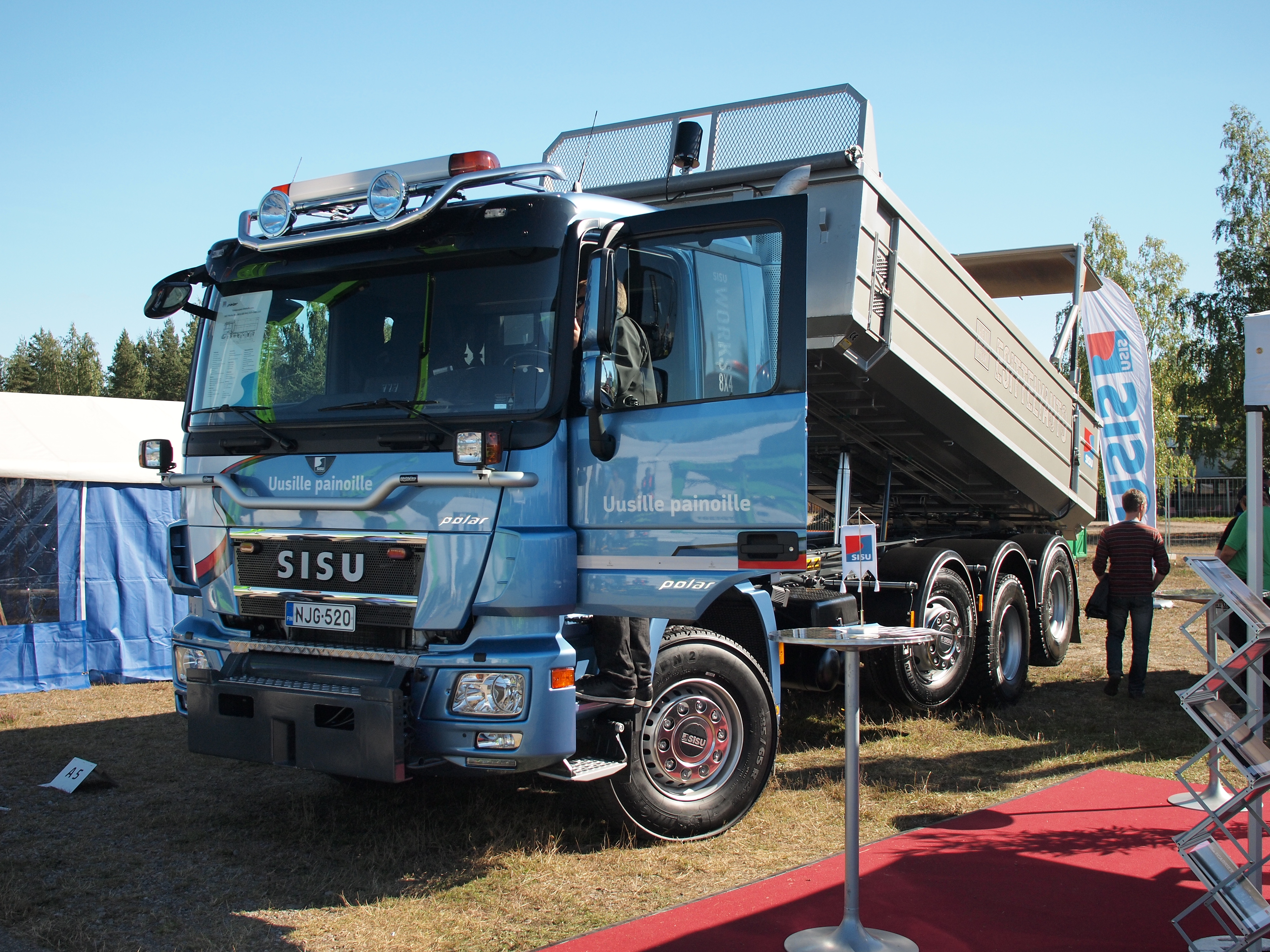
Sisu Polar
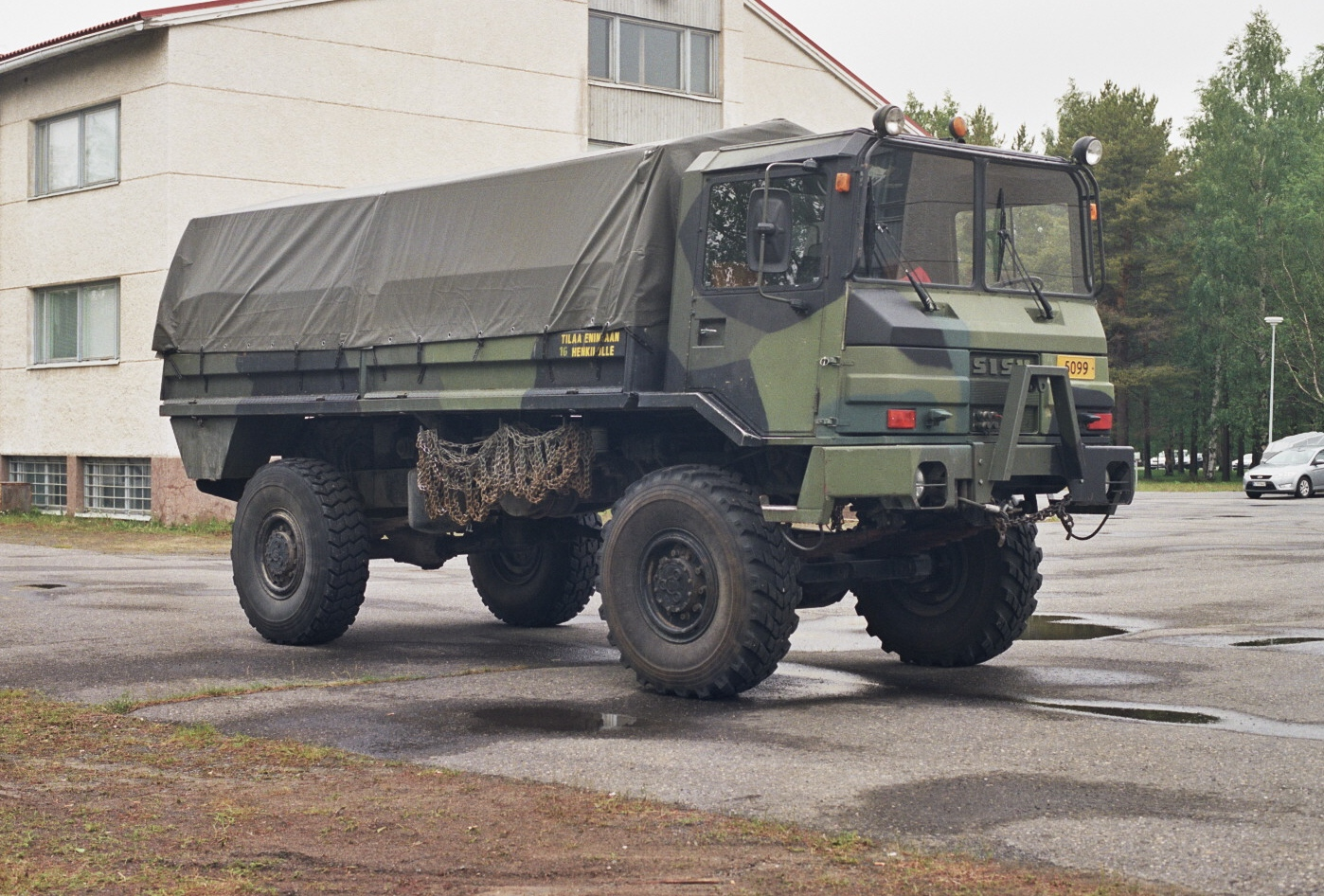
Sisu SA-150
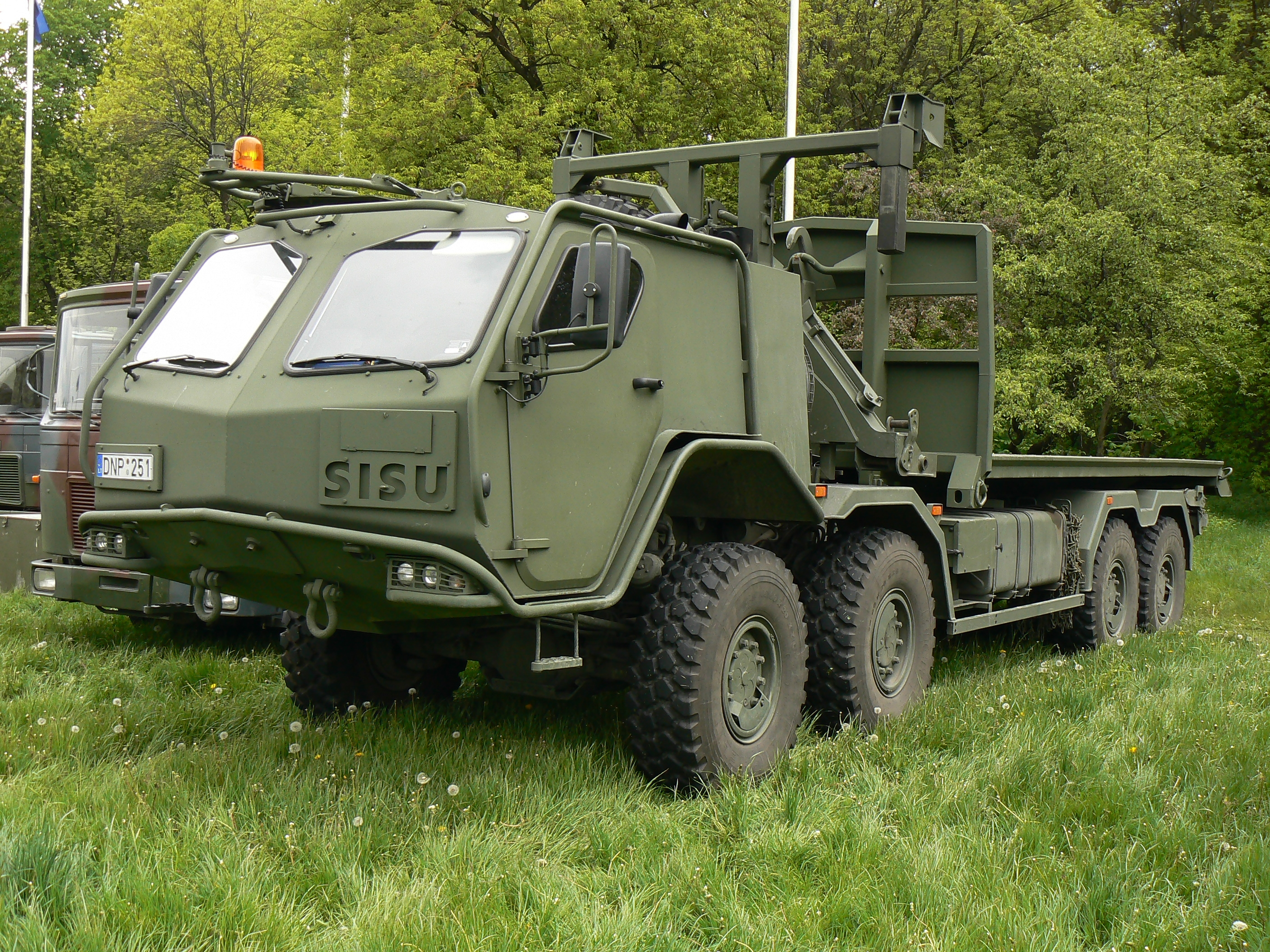
Sisu E13TP 8×8
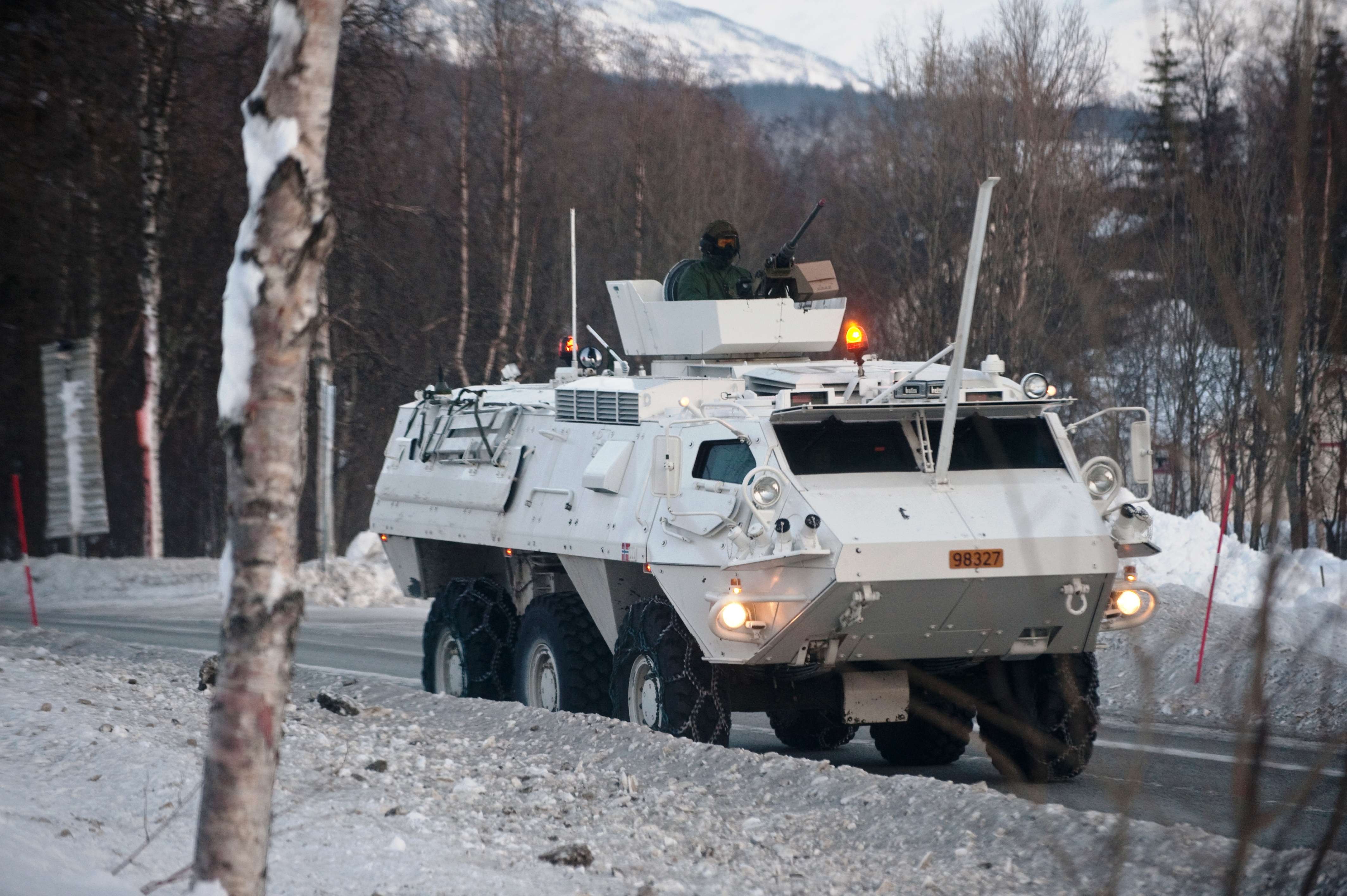
Sisu/Patria XA
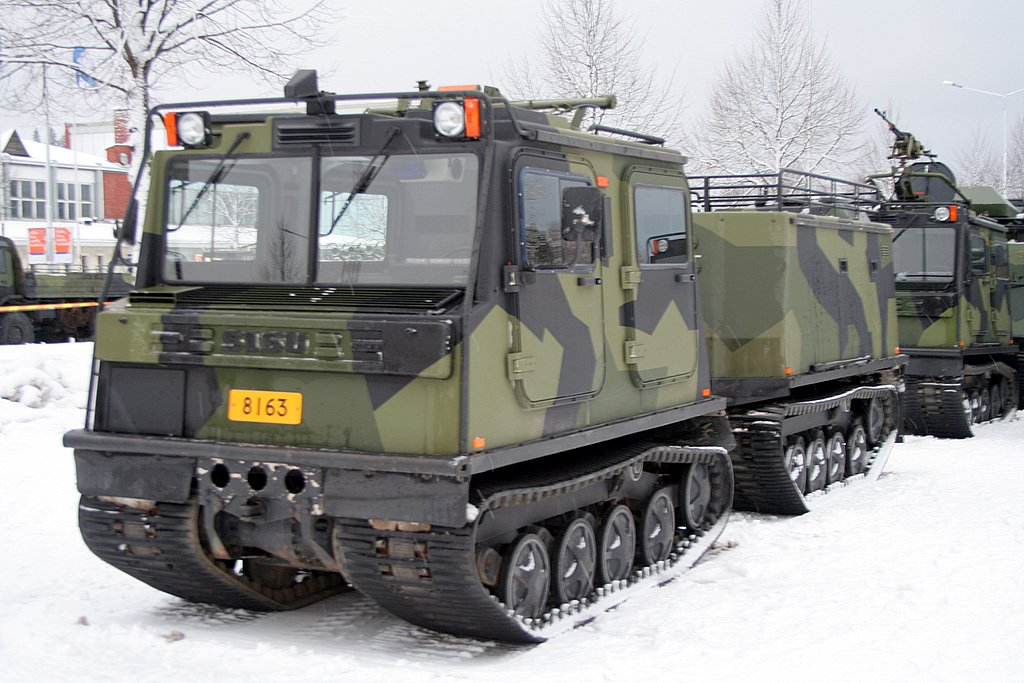
Sisu Nasu